# 군디 부슈
군둘라 군디 부슈(1935년 4월 29일 - 2014년 1월 31일)는 독일의 피겨 스케이팅 선수이자 코치였다.
그녀는 세계 선수권 대회 여자 싱글 부문에서 독일을 대표하는 최초의 우승자였다.
그녀는 1952년 오슬로 동계 올림픽에 출전했고 여자 싱글 부문에서 8위를 했다.
부슈는 독일 사업가의 딸이었다.
가족은 네덜란드 할렘주 밀라노에서 독일 바바리아주 가르미슈파르텐키르헨으로 이주했다.
그녀는 4세때 스케이트를 배우기 시작했다.
그녀는 가르미슈파르텐키르헨에서 발레 수업에 참석했고 런던에서 정기적으로 지도를 받았다.
그녀의 코치는 테아 프렌센이었다.
1954년에 부슈는 세계 챔피언이 되었다.
그녀는 선수 생활을 마감했고 얼음 시사 풍자극 할리우드 아이스 가극단에 출연했다.
1955년에 부슈는 스웨덴의 프로 아이스 하키 선수 릴 룰레 요한손과 결혼했다.
그들은 아들 피터 룰레 요한손과 함께 스웨덴 스톡홀름으로 이주했다.
그녀는 2014년 1월 31에 스톡홀름 세인트 괴란 병원에서 숙환으로 뜻밖에 죽었다.

## 대회 성적
| Event            | 1951 | 1952 | 1953 | 1954 |
| ---------------- | ---- | ---- | ---- | ---- |
| 동계 올림픽      |      | 8위  |      |      |
| 세계 선수권 대회 | 10위 | 6위  | 2위  | 1위  |

## 참조
- Spiegel online